# Мезосома (морфология)
Это статья об отделе тела членистоногих. Об органоиде бактерий см. Мезосомы.
Мезосо́ма (лат. mesosoma; от др.-греч. μέσος – средний + σῶμα – тело) — средний отдел тела паукообразных и некоторых насекомых.
У паукообразных мезосома несёт конечности, претерпевшие сильную модификацию: половые крышки, лёгкие, гребневидные органы, паутинные бородавки.
На мезосоме перепончатокрылых насекомых располагаются ходные конечности и, у крылатых форм, крылья (или зачатки крыльев).

## Паукообразные

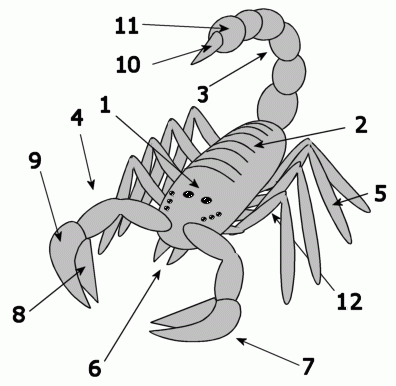
Анатомия скорпиона: 1 – просома
2 – мезосома
3 – метасома

Мезосома паукообразных исходно состоит из первых семи сегментов, входящих в состав заднего отдела тела — опистосомы или брюшка. Первый сегмент мезосомы (VII послеротовой) никогда не несёт конечностей и часто подвергается редукции. У пауков он преобразован в тонкий стебелёк, соединяющий опистосому с просомой (головогрудью). На втором сегменте мезосомы обычно открываются половые отверстия.
У многих паукообразных внешняя сегментация тела частично или полностью утрачивается, а сами сегменты сливаются друг с другом. В связи с этим выделение мезосомы из состава опистосомы, а также соотнесение конечностей с сегментами может быть произведено лишь косвенным образом или на основе данных эмбриологии. Наиболее яркие примеры таких случаев — пауки и клещи́.
В составе мезосомы скорпионов хорошо различимы лишь шесть сегментов. Первый сегмент этого отдела подвергся очень сильной редукции, и о его наличии можно судить лишь по дополнительной паре остий в сердце.

## Насекомые

Мезосома стебельчатобрюхих перепончатокрылых.

У перепончатокрылых из подотряда стебельчатобрюхих (ос, пчёл, муравьёв) на стадии имаго и куколки мезосомой называют отдел тела, образующийся при слиянии трёх грудных и первого брюшного сегмента (проподеума). В случае муравьёв для обозначения этой тагмы часто используется альтернативный термин — alitrunk.